# Сурков, Артём Олегович
Артём Олегович Сурков (род. 15 октября 1993, Саранск) — российский борец греко-римского стиля, чемпион и призёр чемпионатов России, обладатель Кубка европейских наций, чемпион Европейских игр 2015 года, двукратный чемпион Европы, чемпион и призёр чемпионатов мира, участник летних Олимпийских игр 2020 года в Токио, заслуженный мастер спорта России (2018), старший лейтенант.

## Карьера
Член сборной команды страны с 2014 года. Живёт в Москве. Его наставниками в разное время были В. Г. Ермошин, С. И. Егоркин и В. М. Ермаков.
На предолимпийском чемпионате планеты в Казахстане в 2019 году в весовой категории до 67 кг, Артём завоевал серебряную медаль и получил олимпийскую лицензию для своего национального Олимпийского комитета.
На Олимпиаде Сурков в 1/8 финала победил американского борца Алехандро Санчо. В следующей схватке он уступил украинцу Парвизу Насибову, будущему серебряному призёру Игр. В утешительной серии Сурков одержал победу над датчанином Фредриком Бьеррехусом, но в схватке за бронзовую медаль проиграл египтянину Мохамеду Эльсайеду.

## Спортивные результаты
- Чемпионат России по греко-римской борьбе 2021 года — ;
- Гран-при Иван Поддубный 2018 года — [3];
- Чемпионат России по греко-римской борьбе 2016 года — ;
- Чемпионат мира по борьбе среди молодёжи 2015 года — ;
- Чемпионат России по греко-римской борьбе 2014 года — ;
- Гран-при Иван Поддубный 2014 года — ;
- Первенство России среди юниоров 2011 года — .